# 贸西街道
贸西街道，是中华人民共和国河北省邯郸市邯山区下辖的一个乡镇级行政单位。

## 行政区划
贸西街道下辖以下地区：
专运社区、飞机场社区、南辛街社区和军分区社区。